# Waushara County
Waushara County är ett administrativt område i delstaten Wisconsin, USA, med 24 496 invånare. Den administrativa huvudorten (county seat) är Wautoma. 

## Geografi
Enligt United States Census Bureau så har countyt en total area på 1 651 km². 1 622 km² av den arean är land och 29 km² är vatten. 

### Angränsande countyn
- Portage County - nord
- Waupaca County - nordost
- Winnebago County - öst
- Green Lake County - syd
- Marquette County - syd
- Adams County - väst